# Gallego & Rey
Gallego & Rey est un duo de dessinateurs humoristiques madrilènes formé en 1981 par José María Gallego et Julio Rey. Ils collaborent à plusieurs importants journaux espagnols, comme El Mundo ou Marca, ainsi qu'au magazine El Jueves.

## Prix
- 2000 : prix Haxtur de l'humour, pour l'ensemble de leur œuvre
- 2002 : prix international d'humour Gat Perich, pour l'ensemble de leur œuvre